# Karl August Ramsay
Pour les articles homonymes, voir Ramsay.
Karl August Ramsay (né le 10 novembre 1791 à Kuopio ; mort le 8 décembre 1855 à Helsinki) est un sénateur finlandais.